# 巴赫斯特羅姆角

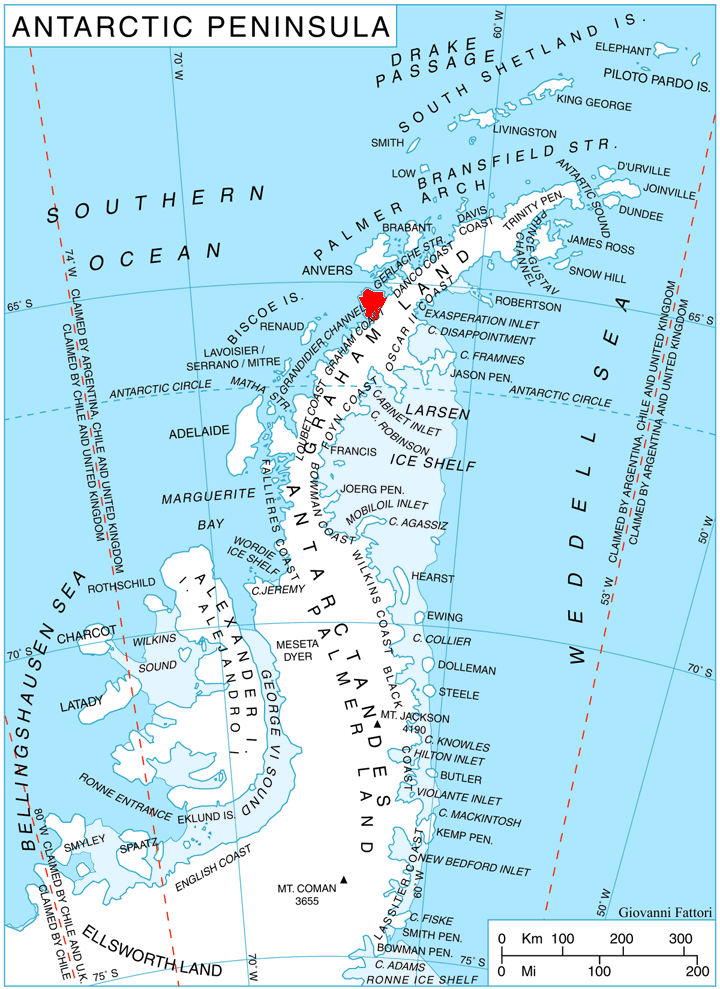

巴赫斯特羅姆角（英語：Bachstrom Point），是南極洲的海岬，位於葛拉漢地的葛拉漢海岸，處於佩雷斯角東南面15公里的比斯科奇灣東北面，由英國探險隊繪入地圖，現時由南極條約體系管理。